# Анчутіно
Анчу́тіно (рос. Анчутино, марій. Анчутино) — присілок у складі Юринського району Марій Ел, Росія. Входить до складу Мар'їнського сільського поселення.

## Населення
Населення — 14 осіб (2010; 35 у 2002).
Національний склад (станом на 2002 рік):
- росіяни — 97 %